# Бабек (Болгарія)
Ба́бек (болг. Бабек) — село в Пловдивській області Болгарії. Входить до складу общини Брезово.
У селі народився Боню Піронков (1897 — 1944) — генерал-лейтенант Царства Болгарія.

## Населення
За даними перепису населення 2011 року у селі проживала 81 особа, усі — болгари.
Розподіл населення за віком у 2011 році:
Динаміка населення: